# Zijpe
Zijpe  là một đô thị ở tỉnh Noord-Holland của Hà Lan. Đô thị này có diện tích đất 95,17 ki-lô-mét vuông, dân số đầu năm 2007 là 11.565 người.

## Các trung tâm dân cư
Đô thị này gồm các thị xã, thị trấn, và làng: Burgerbrug, Burgervlotbrug, Callantsoog, Groote Keeten, Oudesluis, Petten, Schagerbrug, Sint Maartensbrug, Sint Maartensvlotbrug, 't Zand.